# Užupis

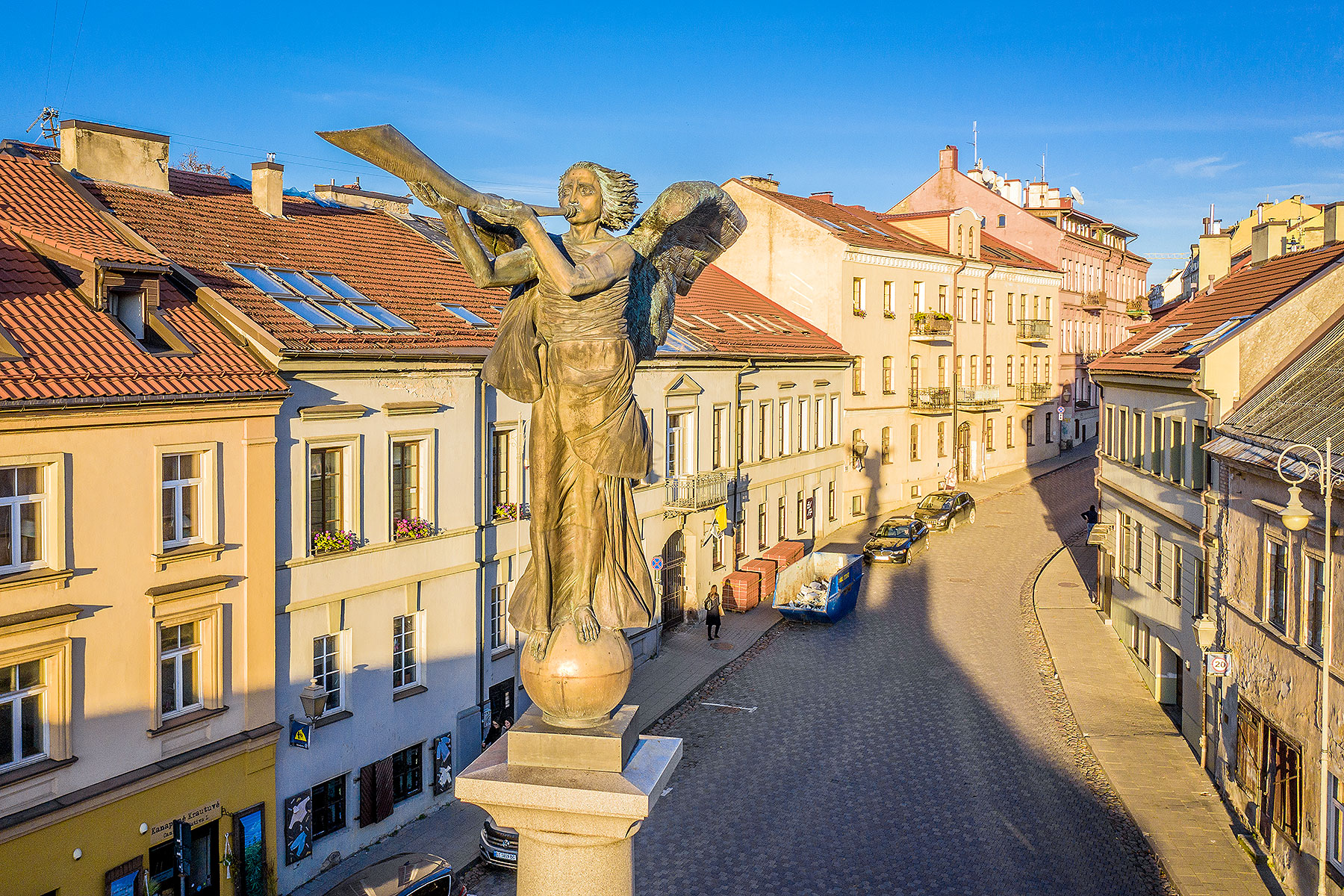
El ángel de Užupis

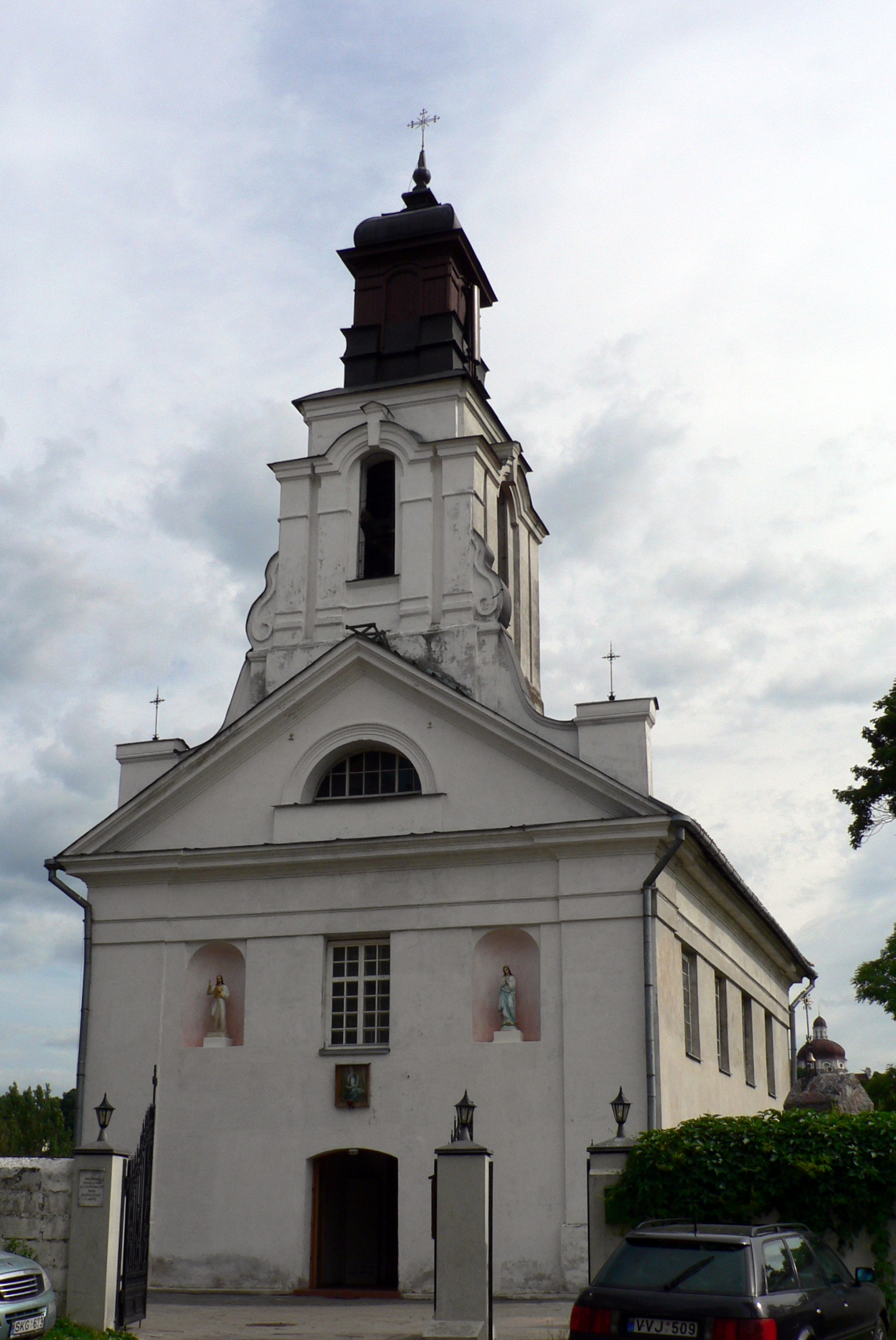
Iglesia de San Bartolomé en Užupis

Užupis (en bielorruso: Зарэчча, en polaco: Zarzecze, en ruso: Заречье), hispanizado Uzupis; es un barrio de Vilnius, la capital de Lituania, localizada principalmente en el Centro histórico (de Vilnius), declarado Patrimonio de la humanidad por la UNESCO. Užupis significa "al otro lado del río" en lituano y se refiere al rio Vilnele, de donde deriva el nombre de la ciudad. El distrito es famoso por la cantidad de artistas que lo han habitado y aún lo habitan, de hecho ha sido comparado con Montmartre por su atmósfera bohemia, las numerosas galerías de arte, los talleres de artistas y cafés populares. El 1° de abril de 1998, coincidiendo con el día del Pescado de abril, el distrito se autodeclaró república independiente (La República de Užupis), contando con un ejército de unas 12 personas.

## Geografía
Užupis cuenta con aproximadamente 0.5 km² de área y se encuentra relativamente aislado geográficamente pues por un lado, limita con el río Vilnele y por el otro, con elevadas colinas y una zona industrial actualmente abandonada, y que en su momento fue edificada por el gobierno Soviético. Los primeros puentes sobre el río fueron construidos en el siglo XVI, cuando la mayoría de los habitantes del distrito eran judíos lituanos.

## Historia
En el distrito se encuentra el Cementerio de Bernardine, uno de los más antiguos de la ciudad. Al final del siglo XIX vivieron en Užupis Felix Dzerzhinsky y más tarde Mikalojus Konstantinas Čiurlionis. La mayoría de los judíos que vivían en sus alrededores desapareció durante el Holocausto, y más tarde, el cementerio judío de Vilna fue destruido por el ejército soviético. Muchas de las casas que quedaron vacías por el exterminio de los judíos, fueron ocupadas por poblaciones desfavorecidas como vagabundos y trabajadoras sexuales. Hasta la declaración de independencia de Lituania en 1990, esta era una de las áreas más abandonadas de la ciudad, contando con numerosas casas en ruinas, y en algunos casos sin servicios públicos. La zona ha sido un refugio común para artistas y bohemios desde los tiempos soviéticos, e incluso en hoy día numerosos artistas ocupan edificios abandonados cerca del Río Vilnele.

## La República de Užupis

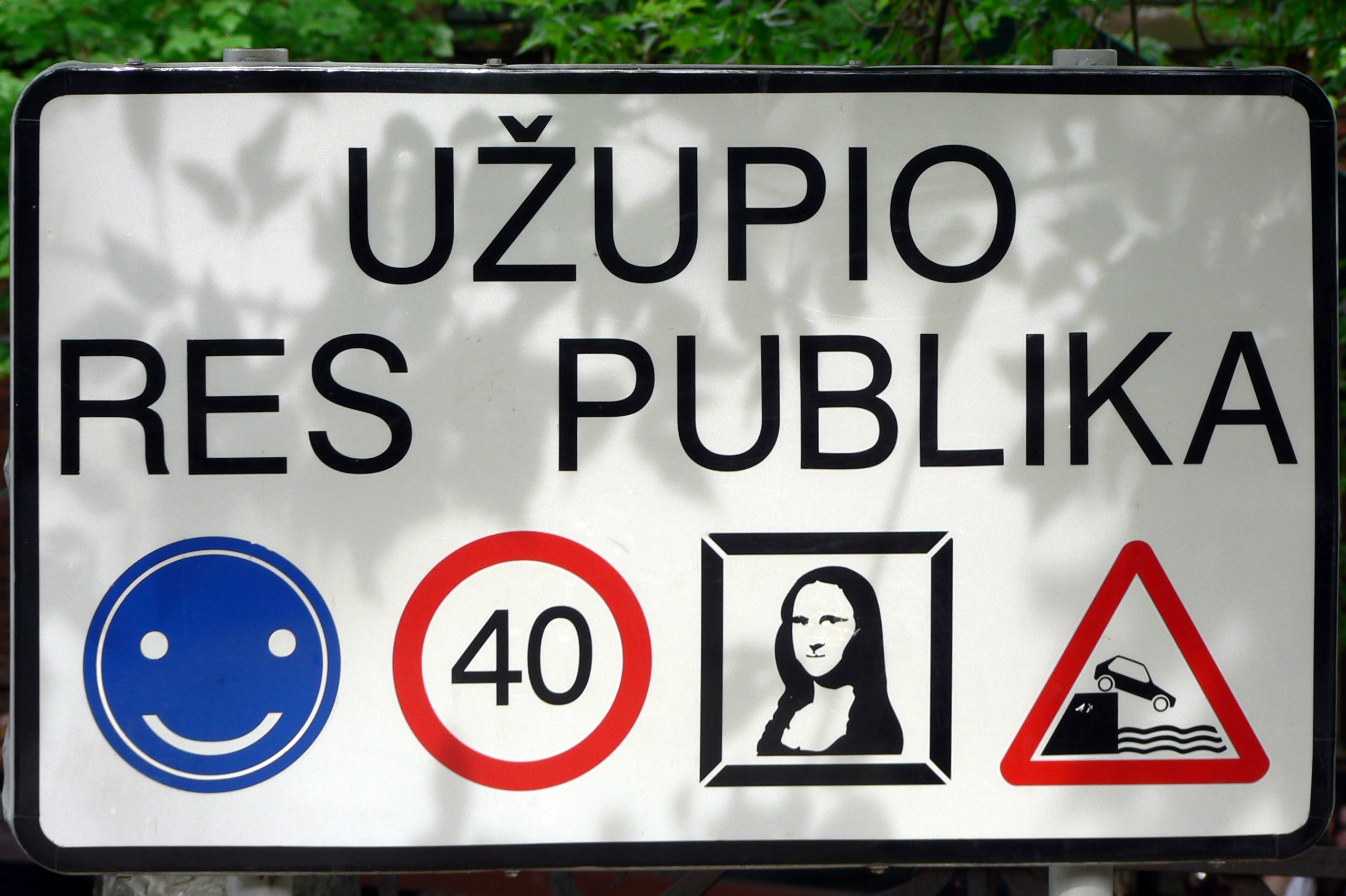
Señal en la frontera de Užupis

En 1998, los residentes del área declararon la República de Užupis', con su propia bandera, moneda (un único billete de 1 EuroUžas), presidente, constitución, y ejército (formado aproximadamente por 17 personas). Anualmente se celebra la independencia en el Día de Užupis, el 1°de Abril. 
Los esfuerzos artísticos son la máxima preocupación de la República y el actual Presidente de la República de Užupis, Romas Lileikis, es poeta, músico y director de cine.
Artūras Zuokas, antiguo alcalde de Vilna, vive en Užupis y participa frecuente y activamente en los eventos relacionados con la República.
No está claro si la soberanía de la República, aún no reconocida por ningún gobierno, pretende ser seria, humorística o una combinación de ambas. Por esa razón celebrar el día de la independencia de Užupis el día 1 de abril (Pescado de abril) podría no ser una coincidencia.

## Ángel de Užupis

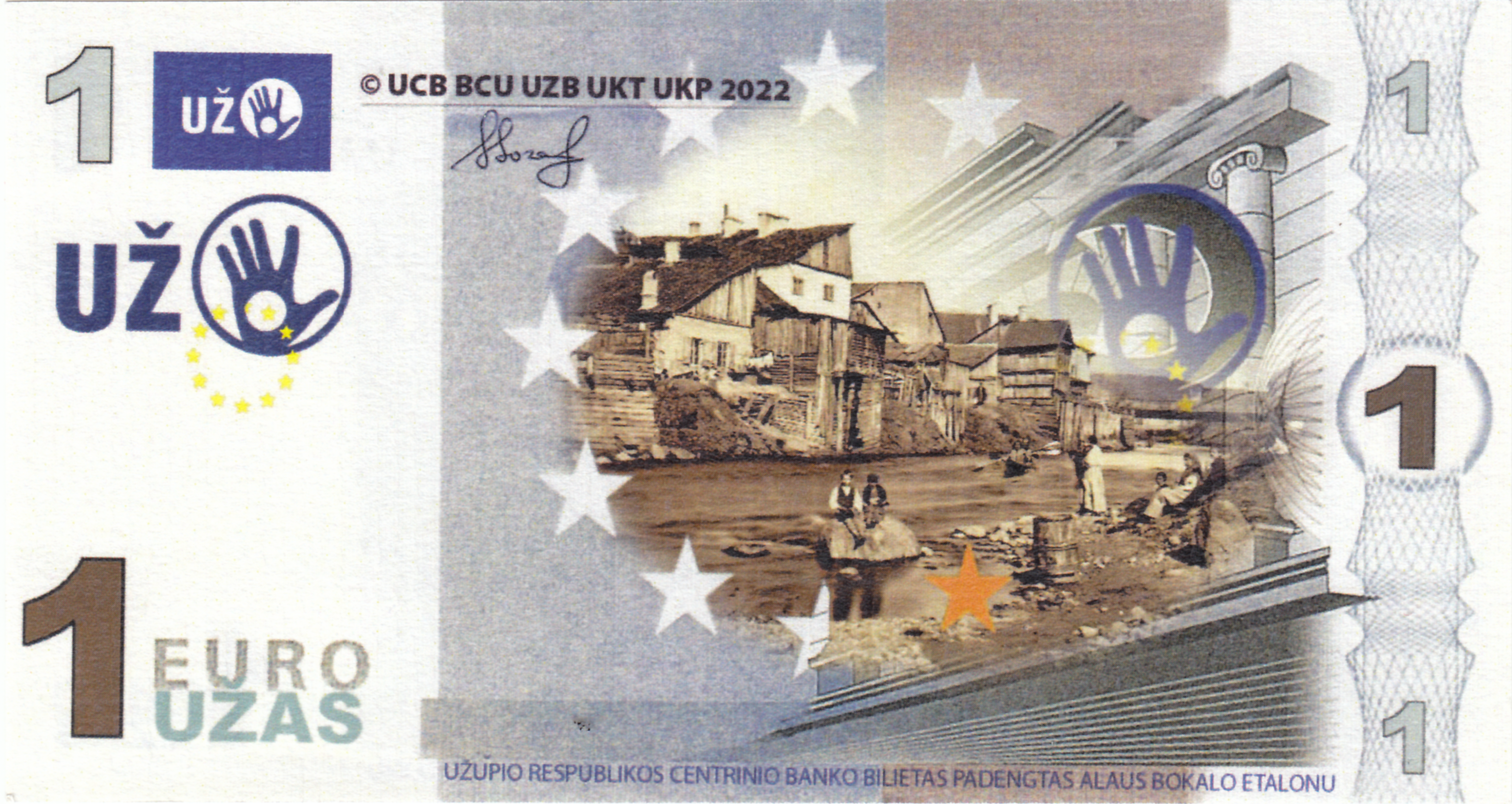
1,00 EUZ (anverso)

En abril de 2002, una estatua de un angel tocando una trompeta se descubrió en la plaza principal. Se intentaba simbolizar el renacimiento y la libertad artística del distrito [cita requerida]. 

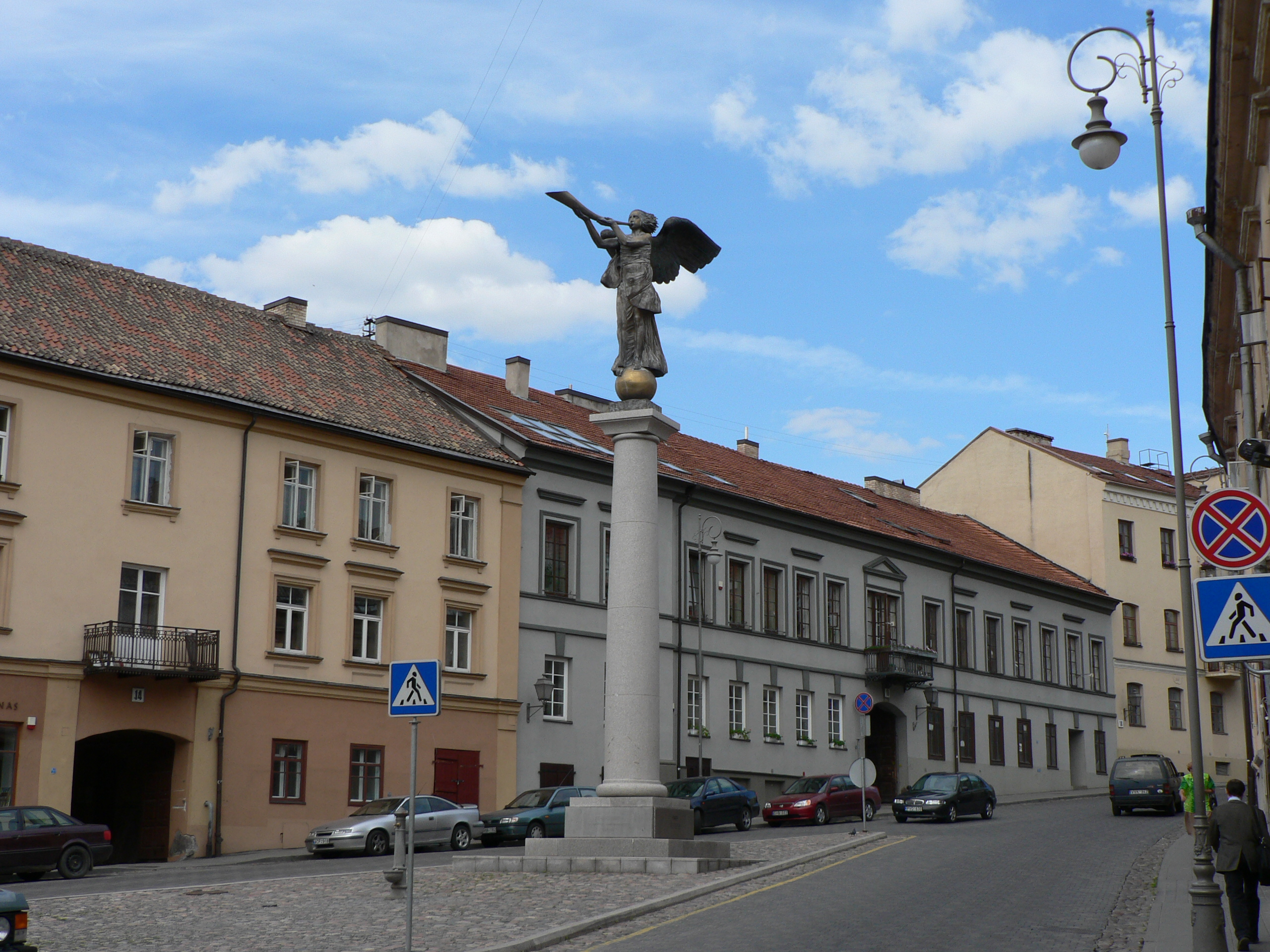
El ángel de Užupis

Previamente se había colocado temporalmente una escultura de un huevo en el mismo lugar. El huevo fue objeto de muchas anécdotas. Después de sustituirse por una escultura más grande, el huevo se vendió en una subasta por 10 200 litas.

### Constitución de Užupis
Los 41 artículos de la Constitución de la República de Užupis son exhibidos en 23 idiomas, en las paredes de la calle Paupio. 

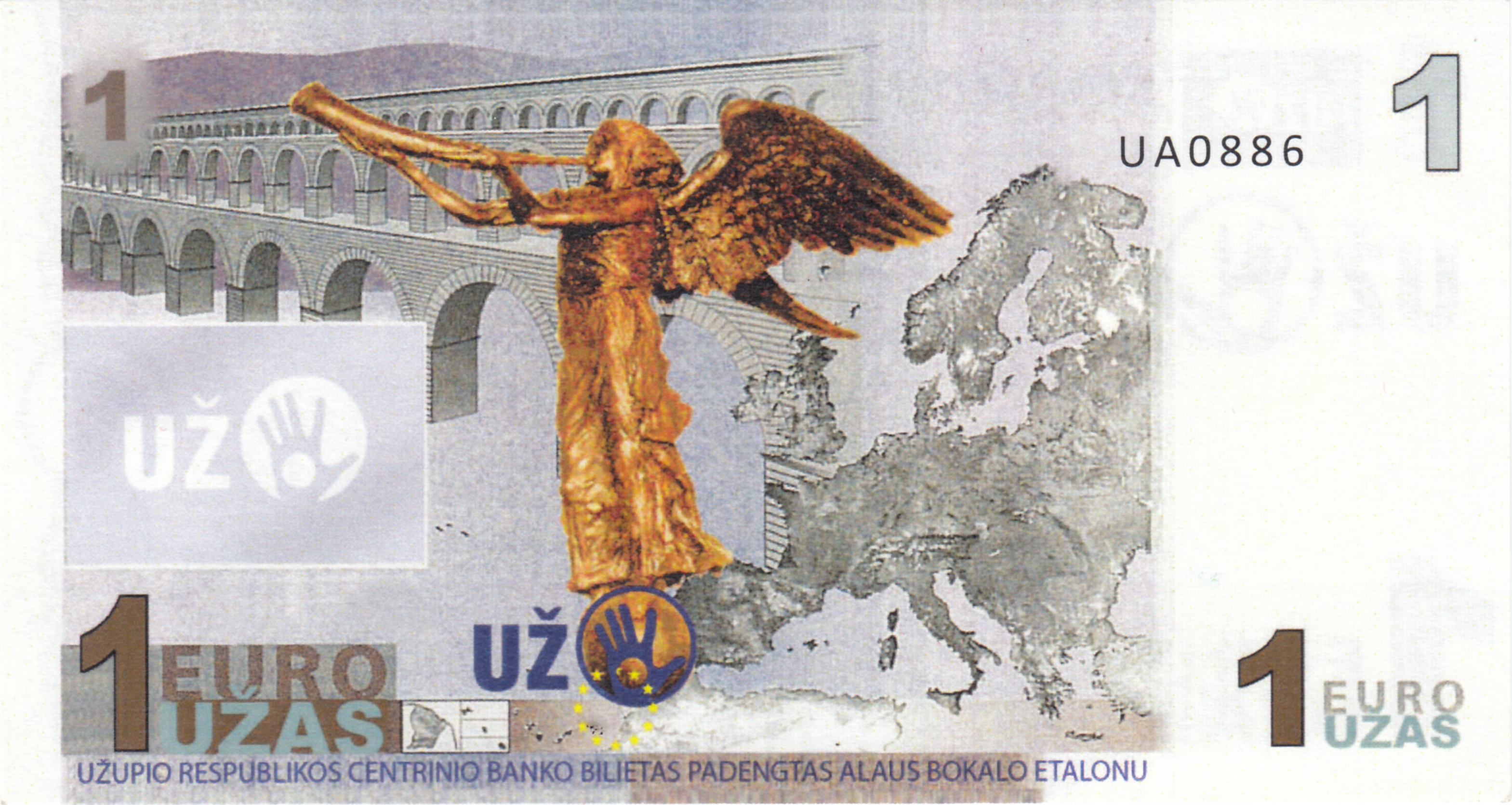
1,00 EUZ (reverso)

1. Todos tienen derecho a vivir cerca del río Vilnelé y el río Vilnelé tiene derecho a fluir cerca de todos.
2. Todos tienen derecho a agua caliente, a la calefacción en el invierno y a un tejado.
3. Todos tienen derecho a morir, pero no es su obligación.
4. Todos tienen derecho a equivocarse.
5. Todos tienen derecho a ser únicos.
6. Todos tienen derecho a amar.
7. Todos tienen derecho a no ser amados, pero no necesariamente.
8. Todos tienen derecho a ser insignificantes y desconocidos.
9. Todos tienen derecho a ser perezosos y a no hacer nada.
10. Todos tienen derecho a amar y proteger un gato.
11. Todos tienen derecho a cuidar de un perro hasta que uno de los dos se muera.
12. Un perro tiene derecho a ser un perro.
13. Un gato no está obligado a amar a su dueño, pero le debe ayudar en los momentos difíciles.
14. Todos tienen derecho a no saber de vez en cuando que tienen obligaciones.
15. Todos tienen derecho a dudar, pero no es su obligación.
16. Todos tienen derecho a ser felices.
17. Todos tienen derecho a ser infelices.
18. Todos tienen derecho a guardar silencio.
19. Todos tienen derecho a tener fe.
20. Nadie tiene derecho a usar la violencia.
21. Todos tienen derecho a darse cuenta de su irrelevancia y de su grandeza.
22. Nadie tiene derecho a usurpar la eternidad.
23. Todos tienen derecho a comprender.
24. Todos tienen derecho a no comprender nada.
25. Todos tienen derecho a tener varias nacionalidades.
26. Todos tienen derecho a celebrar o a no celebrar su cumpleaños.
27. Todos tienen la obligación de recordar su nombre.
28. Todos pueden compartir lo que poseen.
29. Nadie puede compartir lo que no posee.
30. Todos tienen derecho a tener hermanos, hermanas y padres.
31. Todos pueden ser libres.
32. Todos son responsables de su libertad.
33. Todos tienen derecho a llorar.
34. Todos tienen derecho a ser incomprendidos.
35. Nadie tiene derecho a echarle la culpa al otro.
36. Todos tienen derecho a ser subjetivos.
37. Todos tienen derecho a no tener ningún derecho.
38. Todos tienen derecho a no tener miedo.
39. No te rindas.
40. No contraataques.
41. No abandones.